# Hans Looschen (Maler)

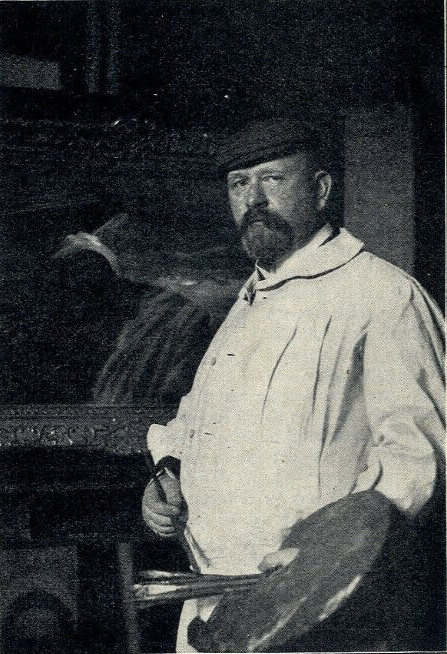
Hans Looschen fotografiert von Marta Wolff (1908)

Hans Looschen (* 23. Juni 1859 in Berlin; † 11. Februar 1923 ebenda) war ein Berliner Maler.

## Leben

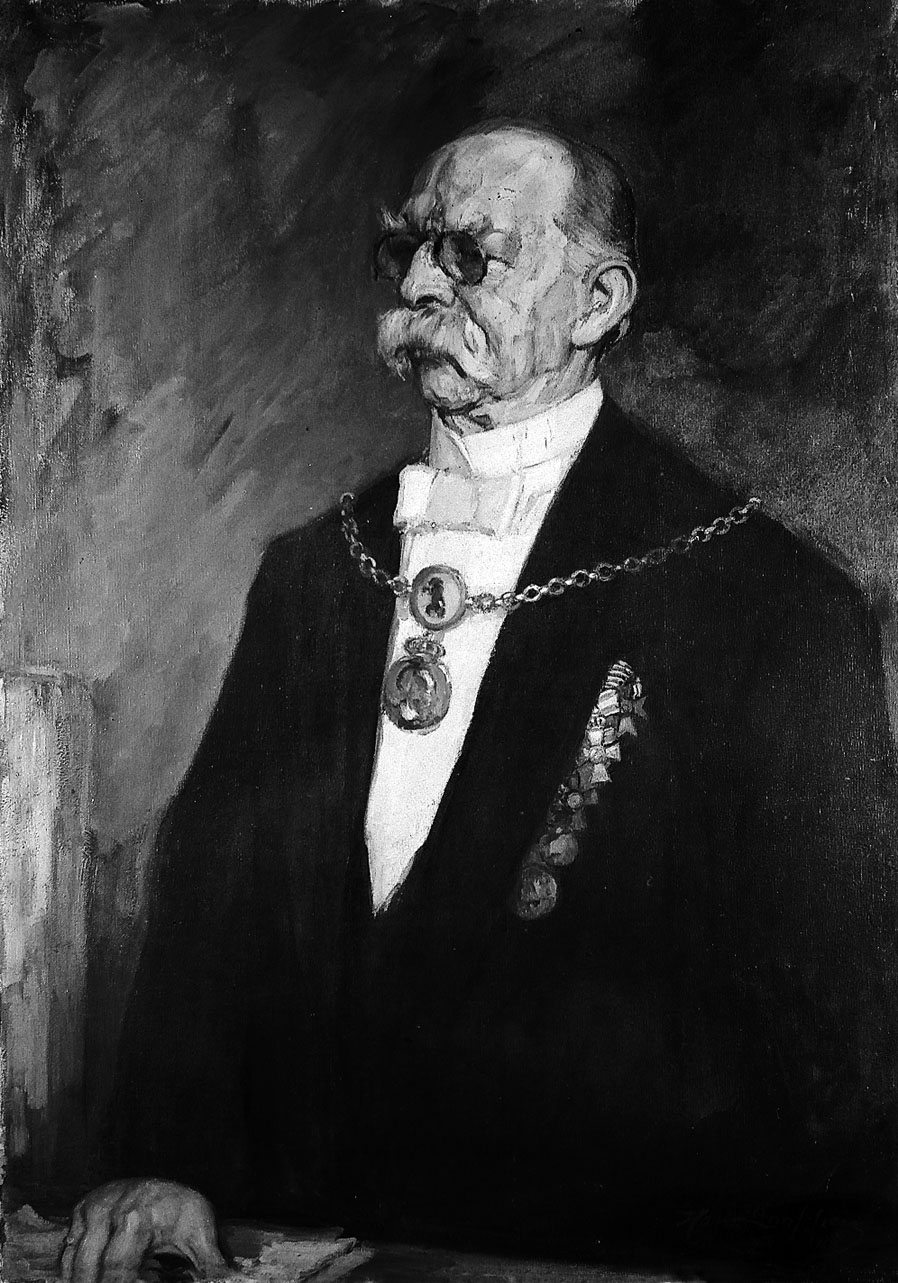
Porträt Wilhelm Gericke, 1918, Berliner Kaufmann und Stadtverordneter

Looschen war der Sohn des an der Königlichen Porzellan-Manufaktur tätigen Porzellanmalers Hermann Looschen. Aufgrund der Verlagerung der Produktionsstätte zog die Familie nach Charlottenburg, wo er das Kaiserin-Augusta-Gymnasium besuchte. Seine berufliche Ausbildung erhielt er an der Preußischen Akademie der Künste. Seine Lehrmeister waren Paul Thumann, Otto Knille, Ernst Hildebrand. Für kurze Zeit schloss er sich der Münchener Luitpold-Gruppe an. 1887 nahm Looschen erstmals an den Berliner Akademie-Ausstellungen teil. Von 1892 bis 1923 war er Mitglied des Vereins Berliner Künstler. Ab 1893 nahm er regelmäßig an den Präsentationen der Großen Berliner Kunstausstellung teil und war wiederholt deren Präsident. Von 1899 bis 1901 war er in der Berliner Secession vertreten. 1908 erhielt er auf der Großen Berliner Kunstausstellung eine kleine Goldmedaille, vier Jahre später die große. Gleichrangige Medaillen wurden ihm auch in Wien, München und Barcelona verliehen. 1908 erlangte er den Professorentitel. 1910 folgte der Ehrenpreis der Stadt Berlin. Er gehörte zunächst der Preußischen Landeskunstkommission an, später der Preußischen künstlerischen Sachverständigenkammer. 1913 wurde er in die Akademie der Künste gewählt, deren Senat er bis zum – durch Herzinfarkt ausgelösten – Ende seines Lebens angehörte.
Hans Looschen war tätig als Landschaftsmaler, Porträtist und Illustrator; daneben entstanden Stillleben und monumentale Historienbilder, die vom Realismus des ausgehenden 19. Jahrhunderts geprägt sind. Seine Zeichnungen und Illustrationen wurden seinerzeit für humorvoll befunden und zeugten noch von seinen frühen karikaturistischen Anflügen, in denen er die Werke anderer Künstler persiflierte. Im Sommer 1916 saßen ihm mehrere Kriegsgefangene aus Nordafrika im Halbmondlager in Wünsdorf Modell. Looschen wurde von dem Maler Georg Ludwig Meyn porträtiert. Das Gemälde wurde 1905 auf der Biennale von Venedig ausgestellt. Er selbst nahm auf der Biennale 1914 mit einem Gemälde teil, das den Titel Ein Geschenk trug. 1909 war er mit dem Gemälde The Blue Clock auf der Wanderausstellung Exhibition of contemporary German art vertreten, die im Metropolitan Museum of Art, New York und der Copley Society in Boston zu sehen war.
In der Gemäldesammlung der Stiftung Stadtmuseum Berlin wird sein Porträt des Berliner Kaufmanns und Stadtverordneten Carl Wilhelm Gericke (Berlin-Moabit 1838–1926 Berlin) aufbewahrt. Auf dem Porträt ist er mit seiner Amtskette dargestellt.